# Risborn
Risborn är en sjö i Gislaveds kommun i Småland och ingår i Nissans huvudavrinningsområde. Sjön är 4,8 meter djup, har en yta på 0,0834 kvadratkilometer och befinner sig 138,7 meter över havet. Sjön avvattnas av vattendraget Bolån.

## Delavrinningsområde
Risborn ingår i det delavrinningsområde (633819-133902) som SMHI kallar för Utloppet av Hurven. Medelhöjden är 141 meter över havet och ytan är 7,81 kvadratkilometer. Det finns inga delavrinningsområden uppströms utan avrinningsområdet är högsta punkten. Bolån som avvattnar avrinningsområdet har biflödesordning 3, vilket innebär att vattnet flödar genom totalt 3 vattendrag innan det når havet efter 81 kilometer. Delavrinningsområdet består mestadels av skog (67 procent). Avrinningsområdet har 1,75 kvadratkilometer vattenytor vilket ger det en sjöprocent på 22,4 procent.